# Schildflue
Schildflue är en bergstopp i Schweiz.   Den ligger i regionen Prättigau/Davos och kantonen Graubünden, i den östra delen av landet, 190 km öster om huvudstaden Bern. Toppen på Schildflue är 2 887 meter över havet, eller 330 meter över den omgivande terrängen. Bredden vid basen är 3,9 km.
Terrängen runt Schildflue är bergig söderut, men norrut är den kuperad. Närmaste större samhälle är Klosters Serneus, 9,0 km väster om Schildflue. 
Trakten runt Schildflue består i huvudsak av gräsmarker. Runt Schildflue är det ganska glesbefolkat, med 25 invånare per kvadratkilometer.